# Scala di El-Ganzouri
La scala di El-Ganzouri, o El-Ganzouri Risk Index (EGRI), chiamata anche Simplified Airway Risk Index (SARI), è un sistema di stratificazione del rischio a punteggio per prevedere l'intubazione difficile, sviluppato da Abdel R. El-Ganzouri e colleghi, del Rush-Presbyterian-St. Luke's Medical Center (oggi Rush University Medical Center) di Chicago, nel 1996. Il sistema permette anche la valutazione del rischio di incapacità di ottenere un'adeguata ventilazione manuale con maschera facciale, anche se gli autori specificarono che i criteri anamnestici ed anatomici scelti non sono sufficienti ad una predizione accurata di questo rischio.
Si definisce “intubazione difficile” la manovra, eseguita in posizione corretta della testa e con BURP della laringe, che sia stata caratterizzata da: laringoscopia diretta difficile (impossibilità di vedere le corde vocali anche con la manipolazione esterna della laringe; corrisponde ai gradi 3 e 4 della classificazione Cormack-Lehane), necessità di eseguire più di un tentativo, necessità di impiego di presidi e/o procedure diverse da quelli standard, e conseguente rischio di rinuncia o differimento. Nella pratica clinica la difficoltà di intubazione sarebbe prevedibile in oltre il 90% dei casi con una valutazione preoperatoria adeguata, comprendente una raccolta anamnestica mirata ed alcuni rilievi antropometrici con un esame obiettivo e palpatorio del volto e del collo del paziente.
Per calcolare il punteggio vengono utilizzati 7 parametri: apertura della bocca, distanza tiro-mentoniera, scala di Mallampati, mobilità del collo, capacità di progenismo, peso corporeo e anamnesi di intubazioni.
Il punteggio EGRI varia da 0 a 12 punti, ed un punteggio maggiore indica una via aerea più difficile. Un punteggio uguale o maggiore a 4 indica un rischio di intubazione difficile; per un punteggio uguale o maggiore a 7 l'intubazione difficile è quasi certa e pertanto si consiglia una intubazione tramite fibroscopia rinofaringolaringea.

## Valutazione
|                          | 0 punti            | +1 punto         | +2 punti        |
| ------------------------ | ------------------ | ---------------- | --------------- |
| Distanza inter-incisiva  | > 4 cm             | < 4 cm           |                 |
| Distanza tiro-mentoniera | > 6,5 cm           | 6 - 6,5 cm       | < 6 cm          |
| Mallampati               | 1 - 2              | 3                | 4               |
| Mobilità del collo       | > 90°              | 80° - 90°        | < 80°           |
| Progenismo               | Possibile          | Impossibile      |                 |
| Peso corporeo            | < 90 kg            | 90 – 110 kg      | > 110 kg        |
| Anamnesi di intubazioni  | Nessuna difficoltà | Assenti o ignote | Difficoltà nota |

- Apertura della bocca: distanza tra gli incisivi centrali, aprendo la bocca, maggiore o minore di 4 centimetri
- Distanza tiro-mentoniera: distanza tra la cartilagine tiroide e la punta del mento a capo esteso, superiore a 6,5 centimetri, o tra 6 e 6,5 centimetri, o inferiore a 6 centimetri
- Scala di Mallampati
- Mobilità del collo: capacità di flesso-estensione del collo maggiore di 90 gradi, o tra 80 e 90 gradi, o inferiore ad 80 gradi
- Progenismo: se il paziente è in grado di protrudere la mandibola abbastanza da mordere il labbro superiore coi denti (upper-lip bite test)
- Peso corporeo: un peso inferiore a 90 chilogrammi, o tra 90 e 110 chilogrammi, o superiore a 110 chilogrammi
- Anamnesi di intubazioni precedenti: se il paziente è stato precedentemente intubato senza alcuna difficoltà, o se il paziente non è mai stato intubato o non è sicuro che non vi siano mai state difficoltà, o se c'è una storia di difficoltà nell'intubazione